# Xã Greenfield, Quận Lackawanna, Pennsylvania
Xã Greenfield (tiếng Anh: Greenfield Township) là một xã thuộc quận Lackawanna, tiểu bang Pennsylvania, Hoa Kỳ. Năm 2010, dân số của xã này là 2.105 người.